# سیارک ۸۰۸۹
سیارک ۸۰۸۹ (به انگلیسی: 8089 Yukar، نامگذاری:1990TW7) هشت هزار و هشتاد و نهمین سیارک کشف شده‌است که در ۱۳ اکتبر ۱۹۹۰ کشف شد.
قدر مطلق سیارک برابر ۱۵٫۶۰ است.